# Jordanoleiopus catops
Jordanoleiopus catops là một loài bọ cánh cứng trong họ Cerambycidae.